# 毛梗豨莶
毛梗豨莶（学名：Siegesbeckia glabrescens）是菊科豨莶属的植物。分布在朝鲜、日本以及中国大陆的福建、江西、安徽、广东、云南、浙江、湖南、湖北、四川等地，生长于海拔300米至1,000米的地区，多生于旷野荒草、路边以及山坡灌丛中，目前尚未由人工引种栽培。

## 别名
光豨莶（东北植物检索表）

## 外部連結
- 豨薟草 Xixiancao （页面存档备份，存于） 中藥材圖像數據庫 (香港浸會大學中醫藥學院)
- 毛豨簽草 Mao Xi Qian Cao （页面存档备份，存于） 中藥標本數據庫 (香港浸會大學中醫藥學院) （繁體中文）（英文）
- 毛梗豨莶的图片